# Kevin Manfredi
Kevin Manfredi (* 3. Januar 1995 in Sarzana) ist ein italienischer Motorradrennfahrer.

## Statistik

### Im MotoE World Cup
(Stand: Großer Preis von Spanien 2022, 1. Mai 2022)
| Saison | Klasse | Team              | Motorrad | Rennen | Siege | Zweiter | Dritter | Poles | Schn. Runden | Punkte | Ergebnis |
| ------ | ------ | ----------------- | -------- | ------ | ----- | ------- | ------- | ----- | ------------ | ------ | -------- |
| 2022   | MotoE  | Octo Pramac MotoE | Energica | 2      | –     | –       | –       | –     | –            | 9      | 12.      |
| Gesamt | Gesamt | Gesamt            | Gesamt   | 2      | 0     | 0       | 0       | 0     | 0            | 9      |          |

### In der Supersport-Weltmeisterschaft
| Saison | Team                          | Motorrad         | Rennen | Siege | Zweiter | Dritter | Poles | Schn. Runden | Punkte | Ergebnis |
| ------ | ----------------------------- | ---------------- | ------ | ----- | ------- | ------- | ----- | ------------ | ------ | -------- |
| 2015   | CIA Landlords Insurance Honda | Honda CBR 600 RR | 4      | –     | –       | –       | –     | –            | 1      | 34.      |
| 2016   | Phoenix Racing Suzuki         | Suzuki GSX-R 600 | 1      | –     | –       | –       | –     | –            | 4      | 34.      |
| 2019   | Team Rosso e Nero             | Yamaha YZF-R 6   | 1      | –     | –       | –       | –     | –            | 8      | 23.      |
| 2020   | Altogoo Racing Team           | Yamaha YZF-R 6   | 10     | –     | –       | –       | –     | –            | 39     | 14.      |
| 2021   | Altogoo Racing Team           | Yamaha YZF-R 6   | 19     | –     | –       | –       | –     | –            | 36     | 17.      |
| Gesamt | Gesamt                        | Gesamt           | 35     | 0     | 0       | 0       | 0     | 0            | 88     |          |